# Astroboa arctos
Astroboa arctos är en ormstjärneart som beskrevs av Matsumoto 1915. Astroboa arctos ingår i släktet Astroboa och familjen medusahuvuden. Inga underarter finns listade i Catalogue of Life.